# Yasmina Karimojonova
Yasmina Karimojonova (engl. Transkription Yasmina Karimjanova; * 21. August 2001) ist eine usbekische Tennisspielerin.

## Karriere
Karimojonova nahm 2017 an den WTA Future Stars im Rahmen der WTA Finals in Singapur teil.
2018 erhielt sie im September eine Wildcard für die Qualifikation zu den Tashkent Open, ihrem ersten und bislang einzigem Turnier der WTA Tour. Sie verlor ihr Auftaktmatch gegen die in der Qualifikation topgesetzte Anastassija Potapowa mit 3:6 und 1:6. Eine Woche später stand sie mit ihrer Partnerin Sevil Yoʻldosheva im Doppelfinale des mit 15.000 US-Dollar dotierten ITF-Turniers von Schymkent, wo sie Anna Jakowlewa und Jekaterina Dmitritschenko mit 4:6 und 3:6 unterlagen.
Sie spielte 2018 und 2021 für die usbekische Billie-Jean-King-Cup-Mannschaft. Bei ihrer Gesamtbilanz von 3:4 konnte sie von zwei Einzeln eines gewinnen und von fünf Doppeln zwei.

### College Tennis
Karimojonova spielt seit 2021 für die Damentennismannschaft der Hatters der Stetson University. In Folge hatte sie eine mündliche Zusage der Bellarmine University.